# Баффало (Південна Кароліна)
Баффало (англ. Buffalo) — переписна місцевість (CDP) в США, в окрузі Юніон штату Південна Кароліна. Населення — 1288 осіб (2020).

## Географія
Баффало розташоване за координатами 34°43′28″ пн. ш. 81°41′4″ зх. д. / 34.72444° пн. ш. 81.68444° зх. д. (34.724434, -81.684341).  За даними Бюро перепису населення США в 2010 році переписна місцевість мала площу 10,43 км², уся площа — суходіл.

## Демографія
Згідно з переписом 2010 року, у переписній місцевості мешкало 1266 осіб у 518 домогосподарствах у складі 340 родин. Густота населення становила 121 особа/км².  Було 629 помешкань (60/км²).
Расовий склад населення:
| - 84,6 % — білих - 14,1 % — чорних або афроамериканців - 0,2 % — азіатів - 0,1 % — вихідців з тихоокеанських островів - 0,1 % — корінних американців |

До двох чи більше рас належало 0,8 %. Частка іспаномовних становила 0,6 % від усіх жителів.
За віковим діапазоном населення розподілялося таким чином: 22,3 % — особи молодші 18 років, 62,4 % — особи у віці 18—64 років, 15,3 % — особи у віці 65 років та старші. Медіана віку мешканця становила 38,8 року. На 100 осіб жіночої статі у переписній місцевості припадало 96,3 чоловіків;  на 100 жінок у віці від 18 років та старших — 91,4 чоловіків також старших 18 років.
Середній дохід на одне домашнє господарство  становив 35 826 доларів США (медіана — 22 679), а середній дохід на одну сім'ю — 39 479 доларів (медіана — 29 010). За межею бідності перебувало 30,8 % осіб, у тому числі 31,2 % дітей у віці до 18 років та 0,0 % осіб у віці 65 років та старших.
Цивільне працевлаштоване населення становило 513 осіб. Основні галузі зайнятості: виробництво — 28,8 %, роздрібна торгівля — 14,0 %, освіта, охорона здоров'я та соціальна допомога — 13,3 %.